# Vysokoveselský rybník
Vysokoveselský rybník o rozloze vodní plochy 12,0 ha se nalézá na západním okraji městečka Vysoké Veselí v okrese Jičín. Po hrázi rybníka vede silnice III. třídy č. 32743 vedoucí z Vysokého Veselí do obce Volanice a naučná stezka Češov – Vysoké Veselí.
Vysokoveselský rybník byl vybudován během 2. světové války. Rybník, který je napájen kanálem od řeky Cidliny, slouží jak k rybaření tak i letní "koupací" rekreaci.

## Galerie

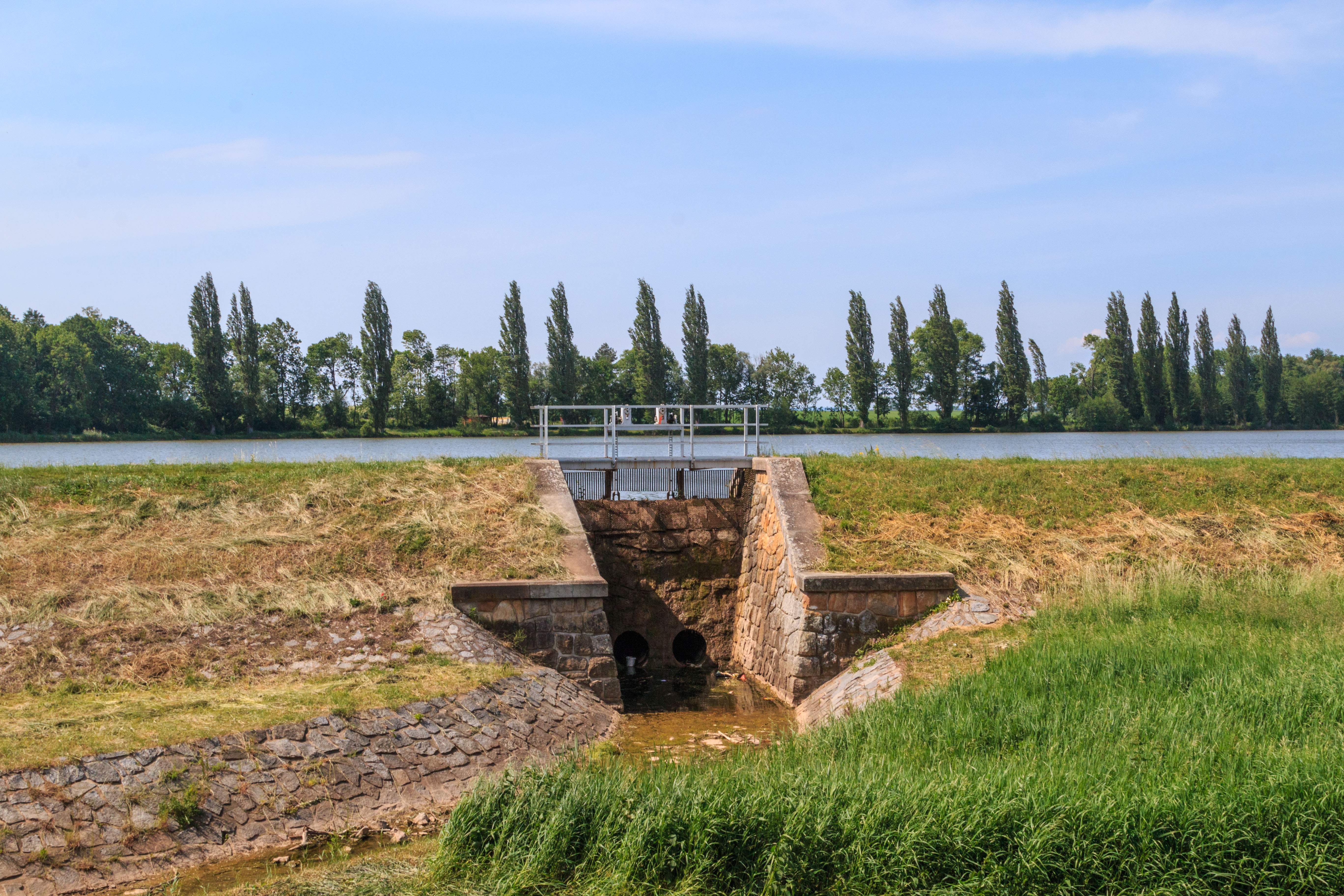
Pohled na Vysokoveselský rybník
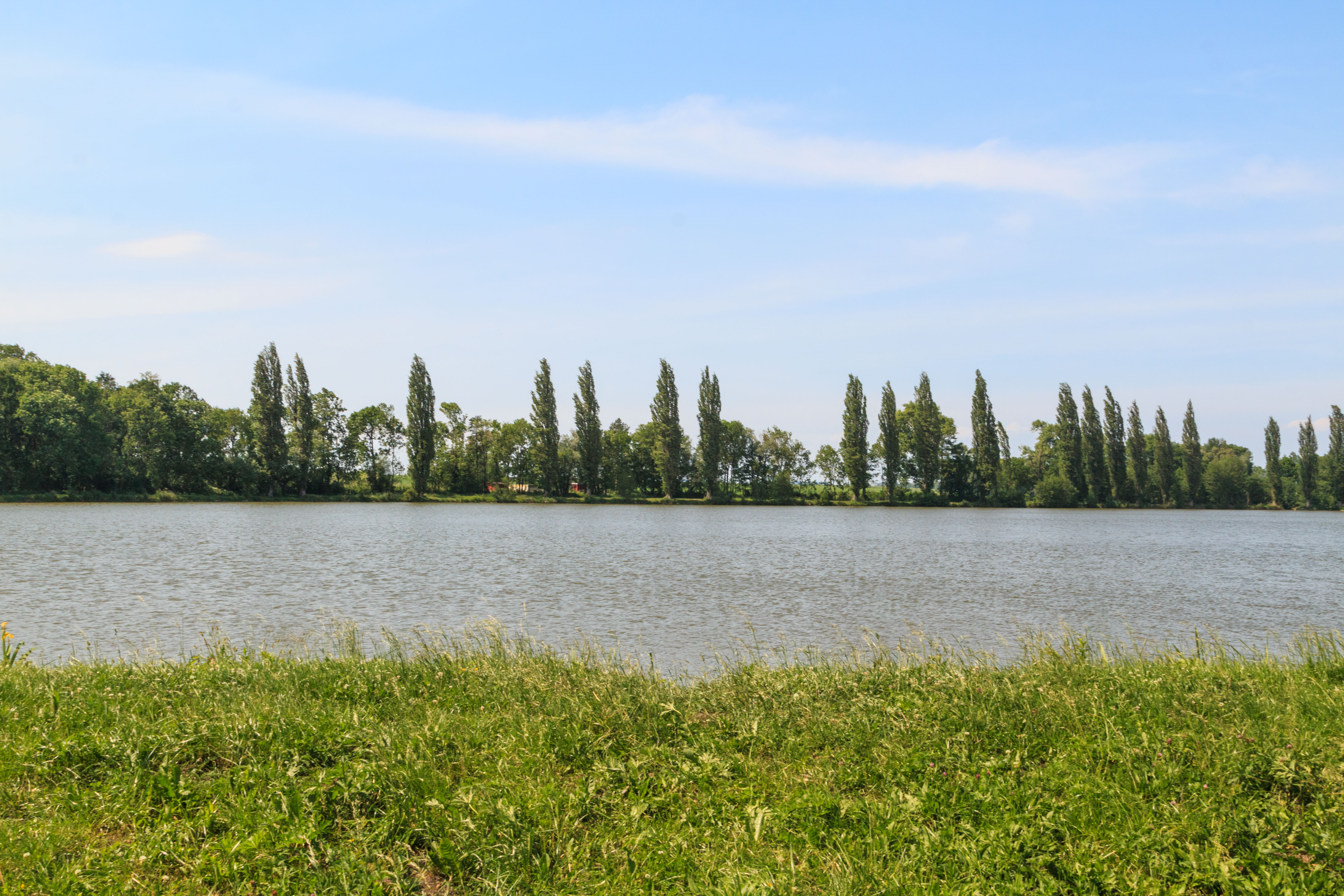
Pohled na Vysokoveselský rybník
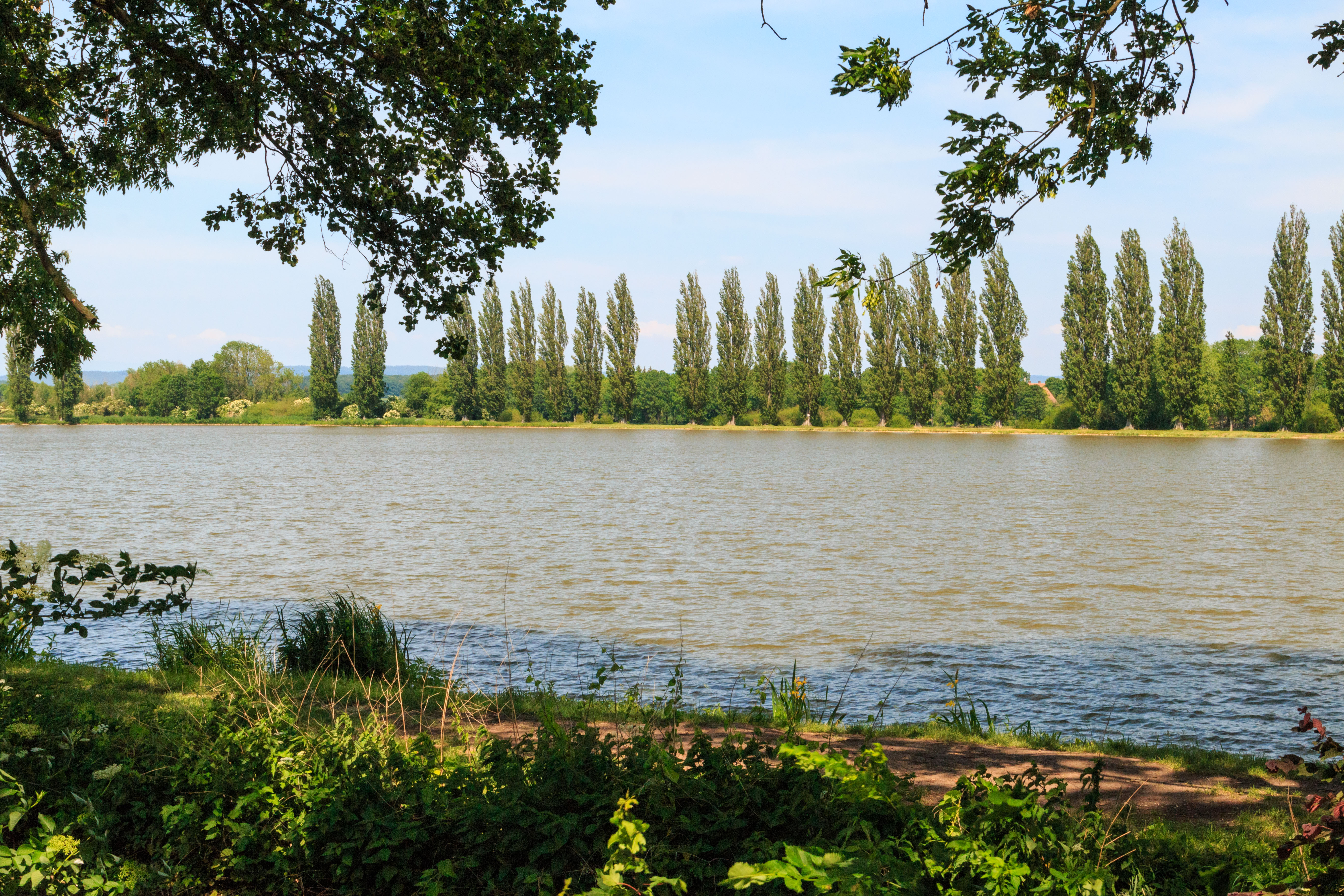
Pohled na Vysokoveselský rybník
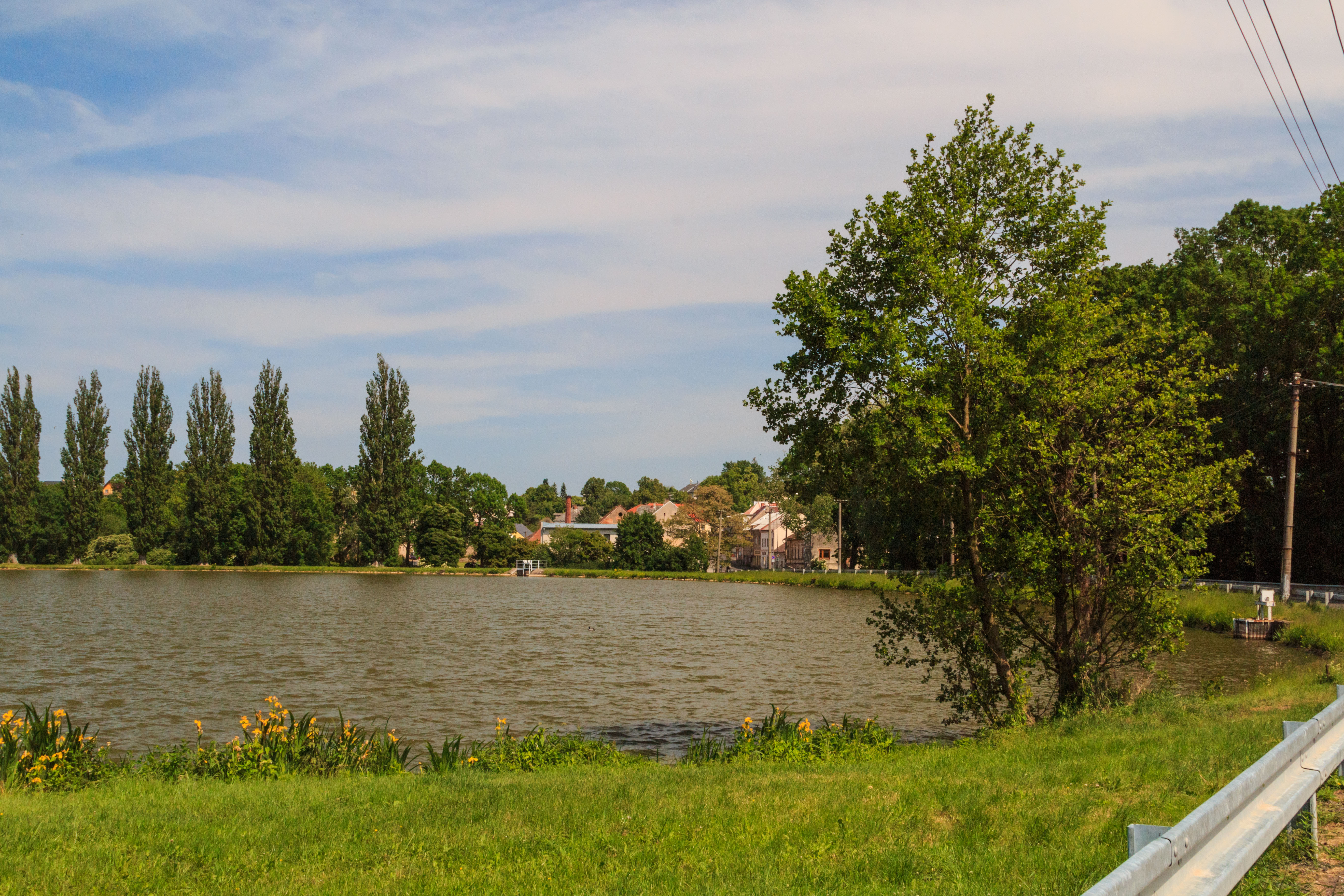
Pohled na Vysokoveselský rybník